# Trận Châteauneuf-en-Thimerais
Trận Châteauneuf-en-Thimerais là một hoạt động quân sự trong Chiến dịch tấn công Pháp của quân đội Phổ – Đức vào các năm 1870 – 1871, đã diễn ra vào ngày 18 tháng 11 năm 1870, tại xã Châteauneuf-en-Thimerais của nước Pháp (cũng được viết là Châteauneuf-en-Thymerais). Đây là một trong hàng loạt chiến thắng của một phân bộ quân của quân đội Phổ hoạt động ven sông Loire dưới quyền chỉ huy của Friedrich Franz II, Đại Công tước xứ Mecklenburg-Schwerin trước các lực lượng Garde-Mobile của quân đội Cộng hòa Pháp non trẻ do tướng Fiereck chỉ huy, trong vòng một tuần sau khi quân đội Đức bị đánh bại trong trận Coulmiers. Trong trận chiến tại Châteauneuf-en-Thimerais, Sư đoàn số 22 của Vương quốc Phổ – được ghi nhận là một sư đoàn dũng cảm – dưới quyền chỉ huy của tướng Friedrich Wilhelm Ludwig von Wittich đã chiếm được xã này, thu được về tay mình hàng trăm tù binh Pháp. Thất bại tại trận đánh này đã buộc các lực lượng của Pháp phải rút chạy về hướng tây.
Vào ngày 17 tháng 11 năm 1870, Đại Công tước xứ Mecklenburg-Schwerin đã tấn công một đạo quân Pháp do tướng Kératry chỉ huy (một phần của Binh đoàn phía Tây của Pháp do tướng Yves-Louis Fiereck chỉ huy) trong trận Dreux, và giành được Dreux từ tay đối phương. Trong khi quân Đức bắt được 200 tù binh Pháp, quân Pháp bị buộc phải triệt thoái về Châteauneuf-en-Thimerais. Sau chiến thắng này, Mecklenburg đã truy kích đối phương và vào ngày 18 tháng 11, quân đội ông đã tiến qua Châteauneuf, nằm về hướng nam Dreux. Tại đây, quân ông đụng phải một đạo quân Pháp đến từ Senonches (với 8 tiểu đoàn), vốn đang hành binh tới Dreux. Quân Phổ dưới quyền Mecklenburg đã thành công trong việc đánh đuổi quân Pháp ra khỏi các khu rừng và đồi núi, và quân Pháp không tổ chức một cuộc cầm cự. Trong khi cuộc giao chiến tại Châteauneuf-en-Thymerais đã mang lại thiệt hại cho quân đội Phổ là 110 người, quân đội Pháp chịu tổn thất 500 người. Trong số đó, 300 người tử trận và bị thương, 200 người bị bắt làm tù binh. Theo tài liệu của nhà lý luận cộng sản Friedrich Engels về cuộc chiến tranh năm 1870 – 1871, đạo quân Pháp thua trận tại Châteauneuf có thể là một bộ phận của Binh đoàn Loire dưới quyền tướng Louis d'Aurelle de Paladines, nhưng chắc hẳn không phải là binh đoàn này. Nhưng thực ra, đây là một lực lượng thuộc quyền Fiereck. Phía Đức đã có khi nghi ngờ rằng Binh đoàn Loire đang thực hiện một vận động từ Dreux đến Paris, song thật ra binh đoàn này của Pháp vẫn còn đang hoạt động ở phía trước Orléans. Với thắng lợi ở Châteauneuf, lực lượng của người Đức đã đẩy lùi nguy cơ đến từ người Pháp đối với cuộc vây hãm Paris.
Sau thắng lợi của tướng Von Wittich tại Châteauneuf-en-Thimerais, các lực lượng Phổ dưới quyền ông đã tiếp tục bước tiến của mình. Vào ngày 19 tháng 1 năm 1870, họ tiến đánh từ Châteauneuf tới Digny, bắt được một số lính Garde Mobile của Pháp. Trong khi toàn bộ Binh đoàn phía Tây phải tiến hành triệt thoái qua Chartres tới Châteaudun, Hoàng thân Friedrich Karl của Phổ đã kéo binh đoàn của ông tới Beaune-la-Rolande và Montargis để thực hiện vận động bọc sườn Binh đoàn Loire của Pháp. Tình hình quân ngũ của Binh đoàn phía Tây trở nên hỗn loạn trong suốt cuộc triệt binh đến Châteaudun. Phân bộ quân của Đại Công tước xứ Mecklenburg đã hợp nhất với binh đoàn của vị Hoàng thân, và vào ngày 28 tháng 11, tướng Paladines của Pháp đã bị đánh đại bại trong trận Beaune-la-Rolande.